# Paula Hitler
Paula Hitler   (Hafeld, 21 de gener de 1896 - Berchtesgaden, 1 de juny de 1960), altrament coneguda com a Paula Wolff era la germana petita d'Adolf Hitler i l'última filla d'Alois Hitler Sr. i la seva tercera muller, Klara Pölzl. Paula Hitler va néixer a Hafeld, Àustria, el 1896. Mai no es va casar ni va tenir fills. El seu pare tenia seixanta anys en el moment del seu naixement.

## Vida d'abans de la guerra
Paula tenia sis anys quan va morir el seu pare, Alois Sr., un funcionari de duanes, i a onze anys va perdre la seva mare Klara. Paula no va conèixer a cap dels membres de la família del seu pare, però sí que es va relacionar amb els familiars de la seva mare. Després de la mort dels seus pares, el govern austríac va proporcionar una petita pensió a Paula i Adolf. No obstant això, la quantitat era insuficient i Adolf, que aleshores tenia l'edat suficient per treballar i mantenir-se, va acceptar compartir la seva part amb la seva germana.
Paula es va traslladar més tard a Viena. A principis de la dècada de 1920, va ser contractada com a mestressa de casa en un dormitori per a estudiants universitaris jueus. El 1921, mentre treballava a la residència, va rebre la visita del seu germà Adolf, que va dir que semblava com si hagués "caigut del cel". Més tard, hi va començar a treballar com a secretària. Prop d'un any després de la seva visita de 1921, va tornar a veure'l, anant junts a visitar la tomba dels seus pares a prop de Linz. Va tornar a veure'l novament a Múnic, l'any 1923, temps abans del Putsch de Múnic; en aquesta ocasió, Paula no va notar que les activitats polítiques haguessin causat a Hitler un canvi en la seva forma habitual de ser. Gairebé no va tenir cap altre contacte amb el seu germà durant els anys que ell intentava exercir de pintor a Viena i després a Múnic, quan ell realitzava el servei militar durant la Primera Guerra Mundial i les primeres activitats polítiques a Múnic. Va estar encantada de retrobar-lo a Viena durant l'inici dels anys trenta.
Paula va utilitzar el cognom "Hiedler", l'ortografia original de "Hitler". Segons el que ella explicava, després de perdre la feina en una companyia d'assegurances vienesa el 1930, quan els seus empresaris van saber qui era, Paula va subsistir amb el suport financer del seu germà (que va continuar fins al seu suïcidi el 1945), vivia amb el suposat cognom Wolff per sol·licitud d'Adolf (aquest era un sobrenom de la seva infància que també havia utilitzat durant la dècada de 1920 amb finalitats de seguretat) i va tenir feines esporàdiques. Sembla que Adolf tenia una mala opinió sobre la seva intel·ligència, referint-se tant a Paula com a la seva germanastra Àngela com a "oques estúpides".
Més tard, va afirmar haver vist el seu germà aproximadament una vegada a l'any durant els anys trenta i principis dels anys quaranta. Va treballar com a secretària en un hospital militar durant gran part de la Segona Guerra Mundial.

## Vida de la postguerra
Hi ha algunes proves que Paula compartia les fortes creences nacionalistes alemanyes del seu germà, però no era políticament activa i no es va unir mai al partit nazi. Durant els últims dies de la guerra, a l'edat de quaranta-nou anys, va ser conduïda a Berchtesgaden Alemanya, pel que sembla per ordre de Martin Bormann, líder del partit nazi i secretari d'Adolf Hitler.
Va ser arrestada pels oficials d'intel·ligència dels Estats Units el maig de 1945 i la van interrogar més tard aquell mateix any. Una transcripció relata que un dels agents va comentar que tenia una semblança física amb el seu germà. Durant els interrogatoris els va explicar que els soviètics li havien confiscat la casa a Àustria, i que els nord-americans havien expropiat el seu apartament de Viena i que en aquell moment estava assistint a classes d'anglès.
Va caracteritzar la seva relació d'infantesa amb el seu germà com una broma constant i que es tenien fort afecte. Paula va dir que no era capaç d'imaginar que el seu germà hagués estat responsable de l'Holocaust. També va afirmar que només havia conegut Eva Braun una vegada. Paula va ser alliberada de la custòdia nord-americana i va tornar a Viena, on va viure dels seus estalvis durant un temps i després va treballar en una botiga d'artesania. El 1952 es va traslladar a Berchtesgaden, a Alemanya, vivint "reclosa" en un pis de dues habitacions com Paula Wolff. Durant aquest temps, va ser ajudada econòmicament per antics membres de les SS i supervivents de l'entorn pròxim del seu germà.
El febrer de 1959, va acceptar ser entrevistada per Peter Morley, un productor de documentals per a Associated-Rediffusion, una estació comercial d'ITV a Gran Bretanya. La conversa va ser l'única entrevista filmada que va fer i que es va emetre com a part d'un programa anomenat Tirania: Els anys d'Adolf Hitler. Va parlar sobretot de la infantesa de Hitler i es va negar a parlar de qüestions polítiques. El documental de la televisió The Hitler Family (títol original alemany Familie Hitler) va incloure imatges d'aquest document i una entrevista contemporània amb Peter Morley. (Im Schatten des Diktators), dirigida per Oliver Halmburger i Thomas Staehler.

## Mort i enterrament
Paula va morir l'1 de juny de 1960, a l'edat de seixanta-quatre anys, va ser l'últim membre supervivent de la família immediata de Hitler. Va ser enterrada al Bergfriedhof, un cementiri multiconfessional de Berchtesgaden / Schönau amb el nom de Paula Hitler. El juny del 2005, es va retirar la làpida i les seves restes i es va substituir per un altre difunt, una pràctica habitual als cementiris alemanys després de dues o més dècades de l'enterrament. No obstant això, el maig del 2006 es va informar que la làpida havia estat retornada a la tomba de Paula i s'havia afegit una segona làpida que indicava un altre enterrament més recent al mateix lloc.